# 廃妃尹氏
廃妃尹氏（はいひいんし、ペビユンシ、폐비윤씨、1455年7月15日 - 1482年8月29日）は、李氏朝鮮第9代国王成宗の2人目の王妃で、第10代国王燕山君の生母。本貫は咸安（ハマン）。尹起畎（又は尹起畝）（ユン・キギョン）と 後妻・申氏（申叔舟の従妹）の長女。燕山君の在位中の1504年に復位、斉献王后（さいけんおうごう、チャホンワンフ）と追号されたが、1506年9月、中宗反正の後に再び復位を取り消された。

## 生涯
貧しい両班家出身だった尹氏は父の死後、成化9年（1473年）に揀択後宮で入宮して淑儀（スグィ、従二品相当）に封じられた。美しい容姿の持ち主であった尹氏は成宗の寵愛を受けた。
成化10年（1474年）に成宗の最初の王妃恭恵王后が崩御すると、それから2年後、尹氏を深く寵愛していた成宗は、生母仁粋大妃を含めた多くの人々の反対にもかかわらず、妊娠中の彼女を王妃に冊封した。王妃に昇格して4ヶ月後、元子（燕山君）を出産し、王妃の地位はより一層確かなものになった。
しかし、尹氏は王妃になってからかなり嫉妬深い性格であったとされ、王や宮廷の女官に尊大な態度を見せたり、成宗の寵愛を受けた女官を殺害するなどといった行き過ぎた行為が目立った。成化13年（1477年）、砒素を隠していたことが発覚し、他の後宮を毒殺しようとした嫌疑がかけられ、降格されそうになったが成宗の取り計らいで免れた。最初は寛容に接していた成宗も、次第に尹氏を疎んじるようになり、尹氏のもとを訪れた成宗は尹氏の母が残していった箱に、呪詛の文が書かれた書を発見した。成化15年（1479年）、成宗はこの件によって尹氏を廃位し、王妃から嬪（ピン、正一品。側室の最上位）に降格した。
3年後、久々に成宗が尹氏のもとを訪れた際、尹氏は嫉妬のあまり口論の最中に成宗の顔を爪で引っ掻くという不敬を犯した。これを知った大妃や他の妃の強い要求により、成宗は尹氏を廃妃とし、宮廷から追放された。さらに生まれた次男も生後3か月でなくなり不幸が続いた。さらに、強まる廃妃尹氏への処罰への嘆願と尹氏の素行不良により、成化18年（1482年）8月、成宗は廃妃尹氏に賜薬を下した。
尹氏の廃妃と賜死を巡っては、両班家とはいえ貧家の出身である尹氏を快く思わなかった大妃と後宮の妃妾たちの妬みに遭い、謀略により憤死したという説もある。尹氏の墓碑は建てなかったが、成宗は世子の将来を考慮して、「尹氏之墓」（＝「懐墓」）という墓碑銘を与えた（成宗の死後、国王を継いだ燕山君が周囲の反対に関わらず墓を「懐陵」と改称させたが、燕山君の廃位後は「懐墓」に戻る）。そして、成宗は自分の死後100年間は廃妃問題に関して論じないよう遺言するも、燕山君は後に尹氏の死の経緯を知り、甲子士禍へとつながっていく。

## 廃妃尹氏を演じた俳優
- チャン・ソヒ（1994年KBS 、『韓明澮 〜朝鮮王朝を導いた天才策士〜』）
- キム・ソンリョン（1999年 KBS 、『王と妃』）
- イ・ジュヒ（2003年－2004年 MBC、『宮廷女官チャングムの誓い』 第1話「二人目の女」の冒頭で廃妃尹氏が登場する）
- ク・ヘソン（2007年－2008年 SBS、『王と私』 廃妃尹氏がヒロインとして描かれている)
- チョン・ヘビン（2011年－2012年 JTBC、『インス大妃』見習い女官として宮廷に入り、成宗の王妃となる)
- ウ・ヒジン（2017年 KBS、『七日の王妃』回想シーンで登場）